# 3e millennium
In de hedendaagse geschiedenis is het 3e millennium het derde tijdvak van duizend jaren volgens de Gregoriaanse kalender, een tijdsperiode die begon op 1 januari 2001 Anno Domini en zal eindigen op 31 december 3000. De voorbije jaren van dit millennium zijn onderwerp van onderzoek van historici; toekomstige jaren worden onderzocht in toekomstonderzoek.

## Populaire verwachtingen
- Technologische singulariteit (21e eeuw)
- Overgang van een Type 0 naar een Type 1 beschaving op de Schaal van Kardasjev (22e eeuw)
- Ruimtekolonisatie (3e millennium)
- Eerste interstellaire ruimtemissie (3e millennium)
- Eerste contact met buitenaards leven